# Károly Dietz
Károly Dietz (geboren 21. Juli 1885 in Sopron, Österreich-Ungarn; gestorben 9. Juli 1969 in Budapest) war ein ungarischer Polizist, Rechtsanwalt und Fußballtrainer. 

## Leben
Károly Dietz war als Fußballer beim Magyar AC Budapest und beim Műegyetemi AFC aktiv. Er studierte Jura an der Universität Budapest und trat 1909 in den Polizeidienst der ungarischen Staatspolizei in Budapest ein. Nach der demokratischen Revolution 1918 wurde er Polizeichef von Budapest. In der Ungarischen Räterepublik wurde er in der Zeit vom 21. März bis 16. Mai 1919 von den Revolutionären inhaftiert. Nach dem Sturz Béla Kuns war er Ende 1919 nochmals kurzfristig Polizeipräsident in Budapest, verließ aber nach dem Scheitern der Regierung István Friedrich den Staatsdienst.
Dietz arbeitete fortan als Buchhalter in der Privatwirtschaft. 1930 wurde er an der Universität Szeged in Rechtswissenschaften promoviert und er eröffnete 1931 eine Anwaltskanzlei in Budapest.
Dietz wurde 1934 zum Trainer der Ungarischen Fußballnationalmannschaft bestellt. Bei der Fußballweltmeisterschaft 1938 bildete er mit dem Vereinstrainer Alfréd Schaffer ein Trainergespann. Die Mannschaft erreichte das Finale, das Italien gewann. Dietz schied 1939 aus dem Dienst des Fußballverbandes Magyar Labdarúgó Szövetség aus. 
Nach dem vom Deutschen Reich lancierten Putsch der Pfeilkreuzler im Oktober 1944 wurde Dietz von diesen im Gefängnis für politische Gefangene in Sopronkőhida inhaftiert und dann an die Deutschen überstellt, die ihn in das KZ Mauthausen deportierten. 
Nach Kriegsende arbeitete Dietz als Rechtsanwalt. 1951 zog er nach Bodrogkeresztúr, ab 1953 lebte er wieder in Budapest.

## Schriften
- Az árdrágitó visszaélések. Légrády testvérek, Budapest 1916
- mit László Sándor: A nyomozás alapelvei. Pátria, Budapest 1918
- Októbertől – augusztusig. Emlékirataim. Rácz, Budapest 1920